# Kalmbach Media
Kalmbach Media, bis 2018 Kalmbach Publishing Co., war ein amerikanisches Verlagshaus im Bereich Schienenverkehr, Modelleisenbahn, Hobby und Naturwissenschaften. Das Unternehmen wurde 1934 gegründet und 2024 abgewickelt. Wichtigste Zeitschriften des Verlages waren Trains, The Model Railroader, Astronomy und Discover.

## Geschichte
1933 gründete Al C. Kalmbach eine Druck- und Verlagsgesellschaft. Erste Zeitschrift war die Modellbahnzeitschrift The Model Railroader. Die ersten Exemplare wurden zu Beginn des Jahres 1934 verkauft. Die Zeitschrift entwickelte sich gut und ab November 1940 wurde die Eisenbahnzeitschrift Trains verlegt. 1953 wurde ein Umsatz von 1 Million Dollar erreicht.
1971 wurde die Produktion von Büchern im Bereich Eisenbahn und Modelleisenbahn aufgenommen. 1973 wurde die eigene Druckerei eingestellt und die Druckaufträge an Dritte übergeben.
In den 1980er Jahren begann das Unternehmen zu expandieren. 1985 wurde die AstroMedia Corporation mit den Magazinen Astronomy, Deep Sky, Odyssey und Telescope Making übernommen und 1987 Boynton & Associates mit einem Portfolio an Zeitschriften im Bereich Modellbau, Miniaturen, Puppenhäuser. 1989 bezog das Unternehmen neue Geschäftsräume in Waukesha. Der Umsatz erreichte 25 Millionen Dollar. Es wurden 175 Personen beschäftigt.
1991 wurde der im Bereich Modellbahn (Lionel) aktive Verlag Greenberg Publishing & Shows übernommen. Diese richtete daneben auch Messen im Bereich Modellbahn und Puppenhäuser aus.
1995 folgte die Übernahme des Vogelbeobachtung-Magazins Birders World, sowie 1996 die Hobbyzeitschriften Bead & Button, Garden Railways, Scale Auto Enthusiast und Car Modeller. Die Beschäftigtenzahl stieg auf 275.
Ab 2001 wurde in Milwaukee die Hobby-Messe Bead&Button Show durchgeführt. Der Umsatz stieg auf 50 Millionen Dollar.
2010 erfolgte mit der Übernahme der Zeitschrift Discover die letzte größere Übernahme. Der 2016 erworbene Spieleverlag Rather Dashing Games wurde bereits 2018 wieder an Catalyst Game Labs verkauft.
Mit der Übernahme der Unternehmensleitung durch Dan Hickey erfolgten weitgehende Änderungen im Produktportfolio. Insbesondere wurde versucht digitale Märkte mittels Online-Shops zu erschließen und auch die Websites des Verlages besser zu monetarisieren. Im Herbst 2020 wurden einige Nischenmagazine eingestellt. 2021 erfolgte die Übernahme des Digital-Dienstleisters Saturn Lounge.
Zum 1. Mai 2024 wurde schließlich der Verkauf aller noch bestehender Magazine, außer Discover, des Buchverlages Kalmbach Books sowie der Online-Shops an das Medienunternehmen Firecrown Media bekanntgegeben. Von diesem Verkauf sind 67 der 120 Mitarbeiter betroffen. Die Zeitschrift Discover wurde im November 2024 an die LabX Media Group veräußert.
Das Verlagsgebäude wurde im Juli 2024 verkauft. Bis Anfang 2025 soll das Unternehmen Kalmbach Media Company aufgelöst werden.

## Zeitschriften
| Name                               | ab   | bis            | Bemerkung                                                                                              |
| ---------------------------------- | ---- | -------------- | --- |
| The Model Railroader               | 1934 | Mai 2024       | Verkauf an Firecrown Media                                                                             |
| Trains                             | 1940 | Mai 2024       | Verkauf an Firecrown Media                                                                             |
| FineScale Modeler                  | 1982 | Mai 2024       | Verkauf an Firecrown Media                                                                             |
| Astronomy                          | 1985 | Mai 2024       | Übernahme AstroMedia Corporation, Verkauf an Firecrown Media                                           |
| Deep Sky                           | 1985 | 1992           | Herausgeber David J. Eicher; Übernahme AstroMedia Corporation, eingestellt                             |
| Odyssey                            | 1985 | 1991           | Übernahme AstroMedia Corporation, verkauf an Cobblestone Publishing                                    |
| Telescope Making                   | 1985 | 1992           | Übernahme AstroMedia Corporation, eingestellt                                                          |
| Model Retailer                     | 1987 | 2017           | eingestellt                                                                                            |
| Classic Toy Trains                 | 1987 | Mai 2024       | Verkauf an Firecrown Media                                                                             |
| Birder's World                     | 1995 | 2012           | ab April 2011 BirdWatching; Verkauf an Madavor Media                                                   |
| Garden Railways                    | 1996 | Herbst 2020    | eingestellt                                                                                            |
| Scale Auto                         | 1996 | August 2020    | eingestellt                                                                                            |
| Bead&Button                        | 1996 | Oktober 2020   | eingestellt                                                                                            |
| The Writer                         | 2000 | 2012           | Übernahme von Sylvia und A. S. Burack, Verkauf an Madavor Media                                        |
| Classic Trains                     | 2000 | Mai 2024       | Verkauf an Firecrown Media                                                                             |
| BeadStyle                          | 2003 | März 2016      | eingestellt                                                                                            |
| Art Jewelry                        | 2004 | März 2016      | eingestellt                                                                                            |
| American Snowmobiler               | 2004 | 2019           | Übernahme von Recreational Publications Inc.; eingestellt, Übernahme durch Harris Publishing (SnoWest) |
| Discover                           | 2010 | November 2024  | Übernahme von Discover Media, Verkauf an die LabX Media Group                                          |
| Drone360                           | 2016 | September 2017 | eingestellt                                                                                            |
| Ships & Sailing                    | 1951 | 1959           | |
| Better Camping                     | 1960 | 1970           | |
| Cabin Life                         | 2009 | 2015           | Erwerb von Fladmark Publishing, Verkauf an Active Interest Media                                       |
| Earth                              | 1992 | 1998           | |
| Collecting Toys                    | 1993 | 1998           | |
| Car Modeller                       | 1996 | 2003           | |
| Miniatures Dealer                  | 1987 | 1992           | Übernahme von Boynton & Associates; eingestellt                                                        |
| Miniatures Showcase                | 1987 | 1993           | Übernahme von Boynton & Associates; eingestellt                                                        |
| Model Retailer                     | 1987 | 2017           | Übernahme von Boynton & Associates; eingestellt                                                        |
| Nutshell News/Dollhouse Miniatures | 1987 | 2004           | Übernahme von Boynton & Associates; Verkauf an Madavor Media                                           |
| Trains Illustrated                 | 1988 | 1991           | |
| Earth                              | 1992 | 1998           | |
| Collecting Toys                    | 1993 | 1998           | |

## Unternehmensleitung
- Al C. Kalmbach (President 1934–1965; Chairman of the Board 1934–1981)
- James J. King (Präsident 1965–1981; Chairman of the Board 1981–1987)
- Walter J. Mundschau (Präsident 1981–1998; President; Chairman of the Board 1987–2012)
- Gerald B. Boettcher (Präsident 1998–2012; Chairman of the Board 2012–)
- Charles R. Croft (Präsident 2012–2016)
- Dan Hickey (CEO seit 2017)

## Sitz des Unternehmens
Zwischen 1933 und 1943 wechselte das Unternehmen in Milwaukee mehrfach seinen Sitz. 1943 bezog Kalmbach Publishing dann seine Büros in der 1027 North 7 Street in Milwaukee. Die Nummer 1027 wurde ab dieser Zeit zu einem Fixpunkt unter Eisenbahnfans. 1989 zog das Unternehmen in den Vorort Waukesha; Crossroads Circle 201027.